# 乐武乡
乐武乡，是中华人民共和国四川省凉山彝族自治州喜德县曾经下辖的一个乡。2021年1月12日，撤销乐武乡，将其所属行政区域划归尼波镇管辖。

## 行政区划
乐武乡撤销前下辖以下地区：
乐武村、甘子村、打洛村、四甘布村、各则村、里克惹村和依加伍村。